# François Gabriel Théodore Basset de Jolimont
François Gabriel Théodore Basset de Jolimont (* 8. Februar 1788 in Martainville; † 16. Oktober 1854 in Dijon) war ein französischer Antiquar, Kunstschriftsteller, Aquarellist, Paläograph und Zeichner.
Théodore de Jolimont war Direktor am Gymnase central des Beaux-Arts in Paris. In den Jahren von 1822 bis 1827 beteiligte er sich an Ausstellungen.